# Argumentação
A argumentação pode ser definida como uma organização discursiva com características próprias que a diferenciam de outros modos de organização de discurso, como a narração, a descrição e a explicação. Dentre suas características principais, a argumentação inclui a negociação de argumentos a favor e contrários a um ponto de vista, objetivando chegar a uma conclusão. Argumentar significa refletir sobre o que era objeto de certeza do pensamento ao ser destacado o que é suscetível a debate
Até agora, a argumentação foi abordada na forma de sua condição de processo, no caso, discursivo; porém o termo argumentação também se refere a um campo interdisciplinar de pesquisa no qual convergem áreas tais como a filosofia, a linguística, a psicologia e as ciências da educação. Isto é, argumentação seria conversar, debater o assunto.
No que se refere a argumentação científica, há uma distinção entre o ato de argumentar e o de promover orientações discursivas, neste caso, os conceitos de contraposição de ideias e de justificações, para fundamentar a proposição de dois importantes marcadores para identificar argumentações, adaptados dos conceitos anteriores.
São eles a contraposição de ideias (opiniões) e as justificações recíprocas dessas ideias. Os marcadores propostos são o embrião da base analítica para identificação dos aspectos que diferenciam a argumentação de outras orientações discursivas. 
De forma bem específica, a argumentação no ensino de ciências pode ser melhor entendida a partir de dois modelos de pensamentos. Esses dois modelos para análise de argumentação, que agem adaptando se para situações discursivas de ensino de ciências: o modelo de Toulmin (1958) e o modelo de Van Eemeren et al. (1987). O primeiro modelo é bastante utilizado na literatura em ensino de ciências para investigar os aspectos estruturais de argumentos produzidos por alunos, principalmente em situações experimentais (Driver & Newton, 1997; Jiménez Aleixandre, 1998; Capecchi & Carvalho, 2000). Estes estudos, utilizando o modelo de Toulmin, têm evidenciado alguns aspectos através dos quais os alunos relacionam os dados, obtidos em situações experimentais, com conclusões, a partir de teorias “científicas”. Entretanto, vale ressaltar que estes trabalhos se baseiam em estudos de situações cuidadosamente planejadas para desenvolver a argumentação “científica” nos alunos. Desta forma foi necessário introduzir o segundo modelo em nossas análises devido à necessidade de incorporar um contexto discursivo mais amplo ao estudo da argumentação dos alunos em situações de ensino de ensino de ciências não planejadas especificamente para este fim. 
O Padrão de Toulmin é o de maior evidência e empregabilidade no meio acadêmico científico para construir e analisar a argumentação científica, dadas as suas especificidades. Segundo o modelo de Toulmin (1958), os elementos que compõem a estrutura de um argumento são o dado (D), a conclusão (C), a justificativa (J), os qualificadores modais (Q), a refutação (R) e o conhecimento básico (B). A estrutura mais complexa de um argumento, segundo este modelo, está representada na figura 1. Entretanto um argumento completo pode ser apresentado utilizando-se apenas os três primeiros elementos citados acima. Assim a estrutura básica de um argumento pode ser apresentada na seguinte forma: "a partir de D, já que J, então C". Os demais elementos não precisam necessariamente estar presentes na estrutura argumentativa que ainda pode conter especificações das condições necessárias para que uma dada justificativa seja válida. Neste caso são acrescentados à estrutura básica os chamados qualificadores modais (Q). Também é possível identificar elementos que determinam as condições para que uma dada justificativa não seja válida ou suficiente para dar suporte à conclusão. Este elemento é chamado de refutação (R). Os qualificadores e as refutações dão os limites de atuação de uma determinada justificativa, complementando a “ponte” entre dado e conclusão. Finalmente, a justificativa que apresenta um caráter hipotético pode ser apoiada em um conhecimento de caráter teórico que a fundamenta. Este conhecimento pode proceder de fontes distintas como de um livro didático, do professor ou até mesmo da elaboração própria do locutor. Este último elemento que pode compor um argumento é denominado conhecimento básico (B). 